# World Series of Poker 2017
Die World Series of Poker 2017 war die 48. Austragung der Poker-Weltmeisterschaft und fand ab dem 30. Mai 2017 im Rio All-Suite Hotel and Casino in Paradise am Las Vegas Strip statt. Sie endete mit dem Finaltisch des Main Events, der vom 20. bis 22. Juli 2017 gespielt wurde.

## Turniere

### Struktur
Insgesamt standen 74 Pokerturniere in den Varianten Texas- und Omaha Hold’em, Seven Card Stud, Razz, 2-7 Triple Draw sowie in den gemischten Varianten H.O.R.S.E. und 8-Game auf dem Turnierplan. Drei Events wurden online ausgespielt. Der Buy-in lag zwischen 333 und 111.111 US-Dollar. Für einen Turniersieg erhielten die Spieler neben dem Preisgeld ein Bracelet. David Bach und Nipun Java gewannen als einzige Spieler zwei Bracelets. Liv Boeree und Heidi May waren als einzige Frauen erfolgreich.

### Turnierplan

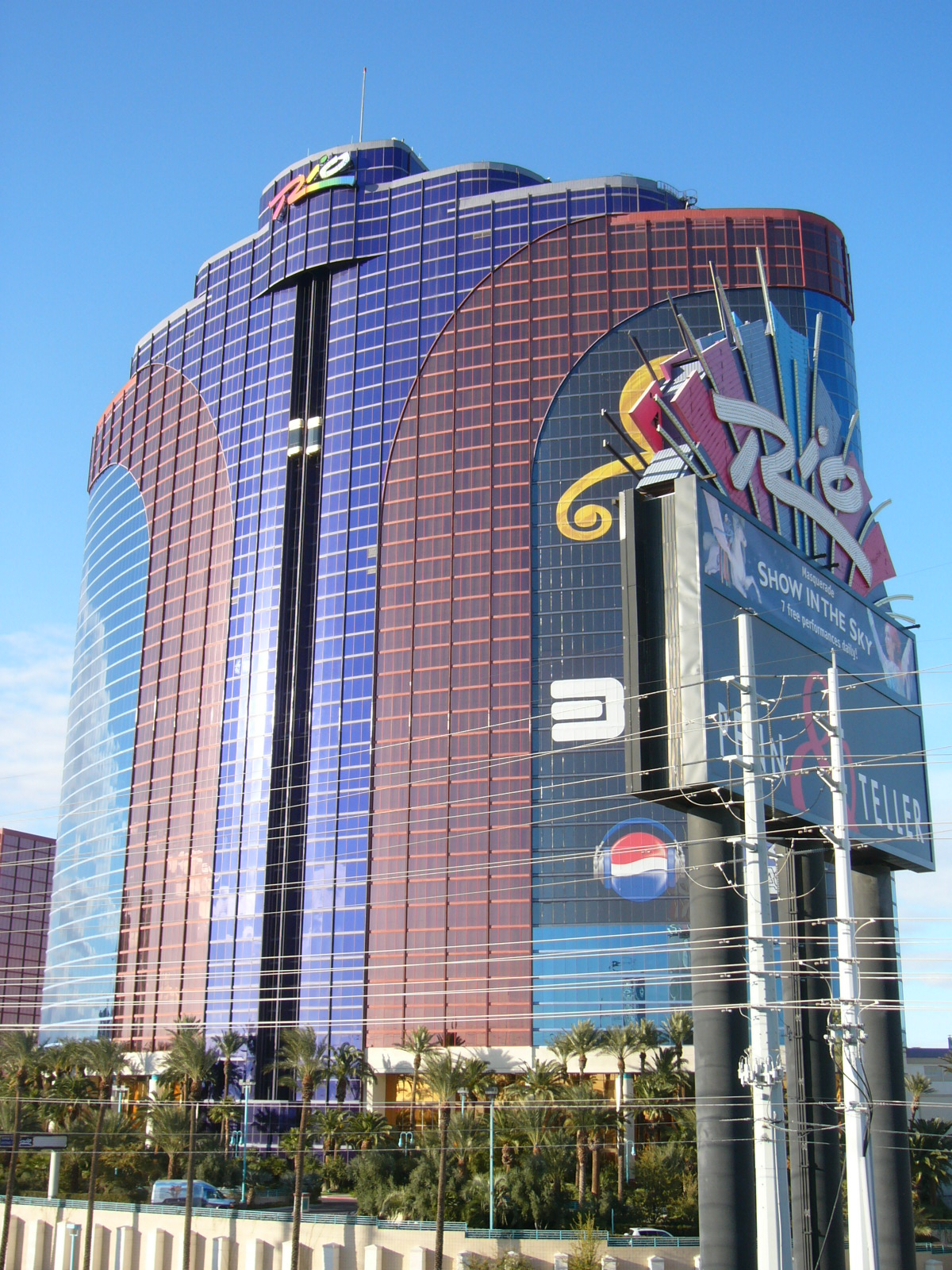
Das Rio All-Suite Hotel and Casino am Las Vegas Strip

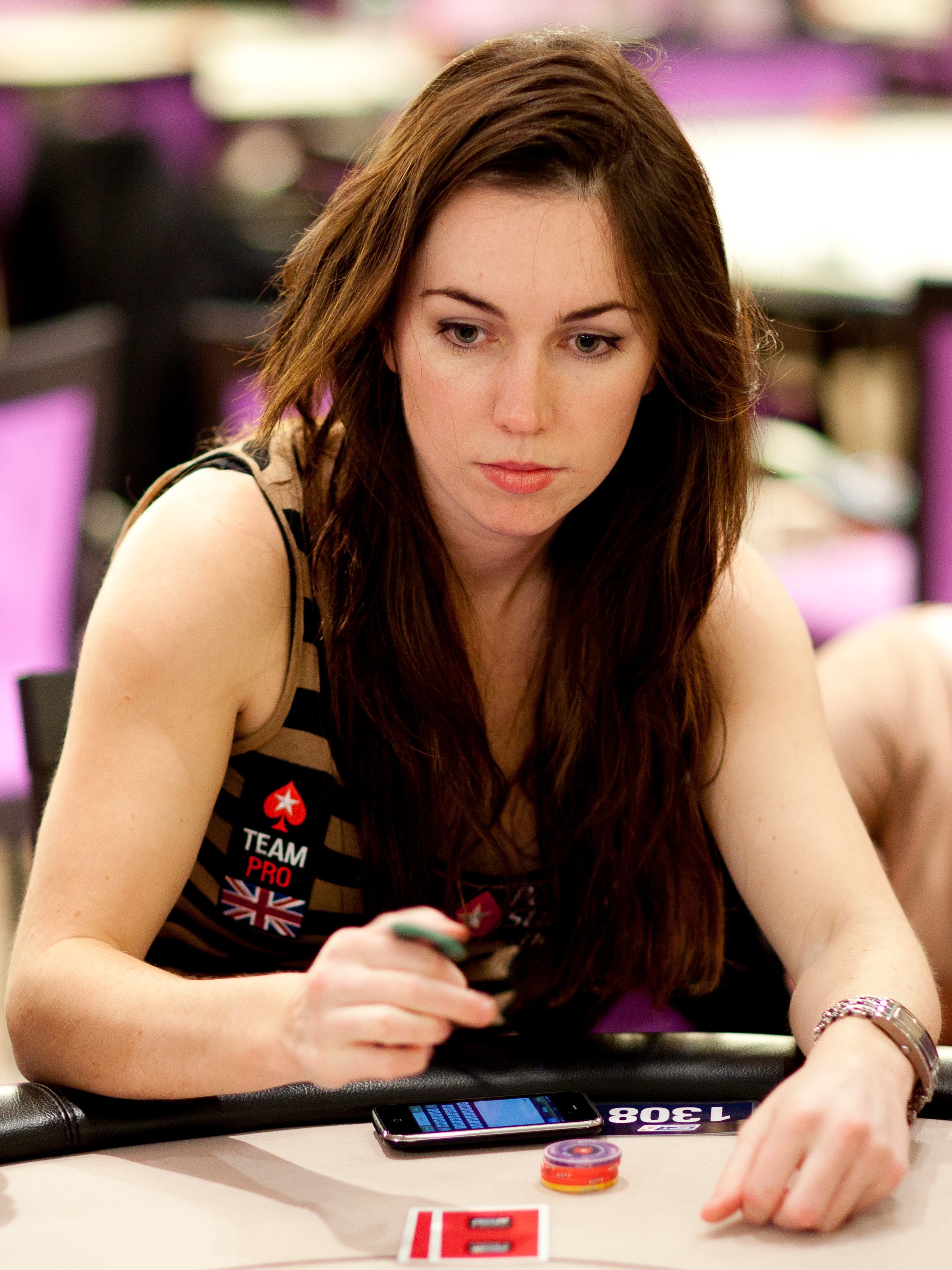
Liv Boeree gewann als einzige Frau ein für alle Spieler offenes Turnier

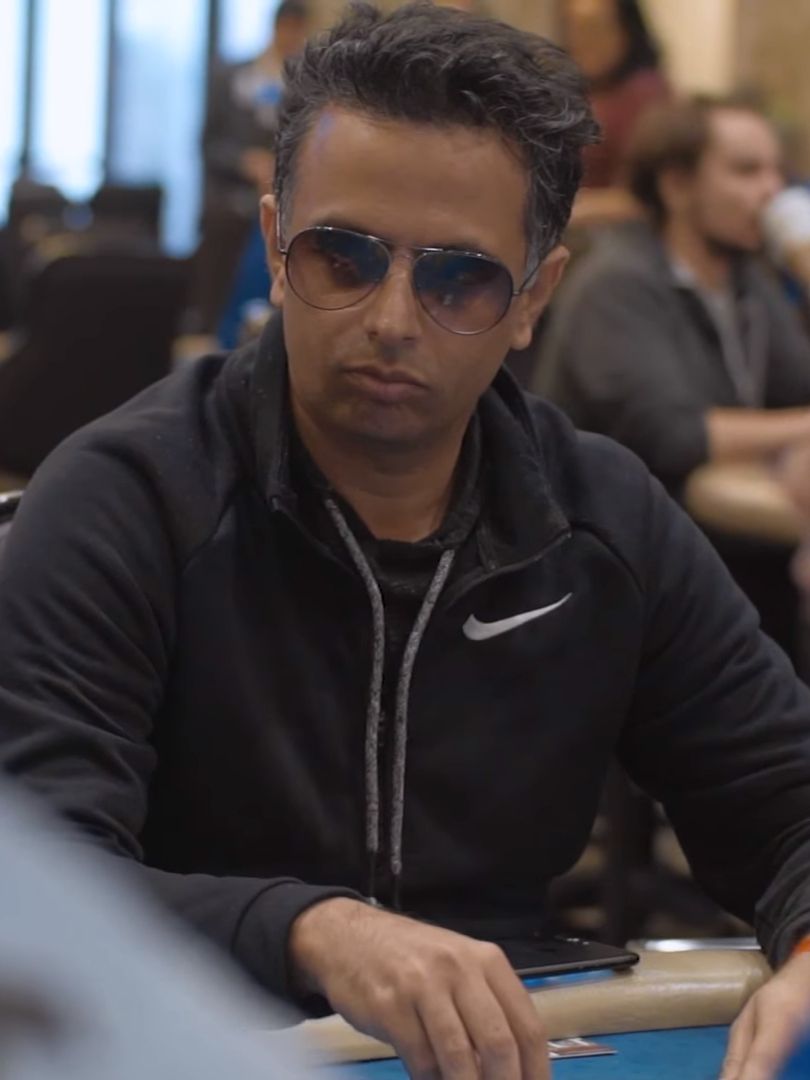
Nipun Java gewann die Turniere #10 und #71

Im Falle eines mehrfachen Braceletgewinners gibt die Zahl hinter dem Spielernamen an, das wievielte Bracelet in diesem Turnier gewonnen wurde.
| #  | Buy-in (in $) | Turnier                                                       | Turnierbeginn | Teilnehmer | Sieger                     | Sieger                     | Herkunft               | Herkunft               | Preisgeld (in $) |
| -- | ------------- | ------------------------------------------------------------- | ------------- | ---------- | -------------------------- | -------------------------- | ---------------------- | ---------------------- | ---------------- |
| 1  | 000.565       | Casino Employees No-Limit Hold’em                             | 31. Mai 2017  | 00.651     | Bryan Hollis               | Bryan Hollis               | Vereinigte Staaten     | Vereinigte Staaten     | 0.068.817        |
| 2  | 010.000       | Tag Team No-Limit Hold’em Championship                        | 31. Mai 2017  | 00.102     | Liv Boeree                 | Igor Kurganow              | Vereinigtes Konigreich | Russland               | 0.273.964        |
| 3  | 003.000       | No-Limit Hold’em Shootout                                     | 1. Juni 2017  | 00.369     | Upeshka De Silva (2)       | Upeshka De Silva (2)       | Vereinigte Staaten     | Vereinigte Staaten     | 0.229.923        |
| 4  | 001.500       | Omaha Hi-Lo 8 or Better                                       | 1. Juni 2017  | 00.905     | Benjamin Zamani (2)        | Benjamin Zamani (2)        | Vereinigte Staaten     | Vereinigte Staaten     | 0.238.620        |
| 5  | 000.565       | The Colossus III No-Limit Hold’em                             | 2. Juni 2017  | 18.054     | Thomas Pomponio            | Thomas Pomponio            | Vereinigte Staaten     | Vereinigte Staaten     | 1.000.000        |
| 6  | 111.111       | High Roller for One Drop No-Limit Hold’em                     | 2. Juni 2017  | 00.130     | Doug Polk (3)              | Doug Polk (3)              | Vereinigte Staaten     | Vereinigte Staaten     | 3.686.865        |
| 7  | 002.500       | Mixed Triple Draw Lowball                                     | 3. Juni 2017  | 00.225     | Jesse Martin (2)           | Jesse Martin (2)           | Vereinigte Staaten     | Vereinigte Staaten     | 0.130.948        |
| 8  | 000.333       | WSOP.com Online No-Limit Hold’em                              | 3. Juni 2017  | 02.509     | Joseph Mitchell            | Joseph Mitchell            | Vereinigte Staaten     | Vereinigte Staaten     | 0.122.314        |
| 9  | 010.000       | Omaha Hi-Lo 8 or Better Championship                          | 4. Juni 2017  | 00.155     | Abe Mosseri (2)            | Abe Mosseri (2)            | Vereinigte Staaten     | Vereinigte Staaten     | 0.391.313        |
| 10 | 001.000       | Tag Team No-Limit Hold’em                                     | 5. Juni 2017  | 00.843     | Nipun Java                 | Aditya Sushant             | Indien                 | Indien                 | 0.150.637        |
| 11 | 001.500       | Dealers Choice 6-Handed                                       | 5. Juni 2017  | 00.364     | David Bach (2)             | David Bach (2)             | Vereinigte Staaten     | Vereinigte Staaten     | 0.119.399        |
| 12 | 001.500       | No-Limit Hold’em                                              | 6. Juni 2017  | 01.739     | David Pham (3)             | David Pham (3)             | Vereinigte Staaten     | Vereinigte Staaten     | 0.391.960        |
| 13 | 001.500       | No-Limit 2-7 Lowball Draw                                     | 6. Juni 2017  | 00.266     | Frank Kassela (3)          | Frank Kassela (3)          | Vereinigte Staaten     | Vereinigte Staaten     | 0.089.151        |
| 14 | 001.500       | H.O.R.S.E.                                                    | 7. Juni 2017  | 00.736     | David Singer (2)           | David Singer (2)           | Vereinigte Staaten     | Vereinigte Staaten     | 0.203.709        |
| 15 | 010.000       | Heads-Up No-Limit Hold’em Championship                        | 7. Juni 2017  | 00.128     | Adrián Mateos (3)          | Adrián Mateos (3)          | Spanien                | Spanien                | 0.336.656        |
| 16 | 001.500       | No-Limit Hold’em 6-Handed                                     | 8. Juni 2017  | 01.748     | Anthony Marquez            | Anthony Marquez            | Vereinigte Staaten     | Vereinigte Staaten     | 0.393.273        |
| 17 | 010.000       | Dealers Choice 6-Handed Championship                          | 8. Juni 2017  | 00.102     | John Racener               | John Racener               | Vereinigte Staaten     | Vereinigte Staaten     | 0.273.962        |
| 18 | 000.565       | Pot-Limit Omaha                                               | 9. Juni 2017  | 03.186     | Tyler Smith                | Tyler Smith                | Vereinigte Staaten     | Vereinigte Staaten     | 0.224.344        |
| 19 | 000.365       | The Giant No-Limit Hold’em                                    | 9. Juni 2017  | 10.015     | Dieter Dechant             | Dieter Dechant             | Vereinigte Staaten     | Vereinigte Staaten     | 0.291.240        |
| 20 | 001.500       | No-Limit Hold’em Millionaire Maker                            | 10. Juni 2017 | 07.761     | Pablo Mariz                | Pablo Mariz                | Kanada                 | Kanada                 | 1.221.407        |
| 21 | 001.500       | 8-Game Mix 6-Handed                                           | 10. Juni 2017 | 00.472     | Ron Ware                   | Ron Ware                   | Vereinigte Staaten     | Vereinigte Staaten     | 0.145.577        |
| 22 | 010.000       | No-Limit 2-7 Lowball Draw Championship                        | 11. Juni 2017 | 00.092     | John Monnette (3)          | John Monnette (3)          | Vereinigte Staaten     | Vereinigte Staaten     | 0.256.610        |
| 23 | 002.620       | The Marathon No-Limit Hold’em                                 | 12. Juni 2017 | 01.759     | Joseph Di Rosa             | Joseph Di Rosa             | Venezuela              | Venezuela              | 0.690.469        |
| 24 | 001.500       | Limit Hold’em                                                 | 12. Juni 2017 | 00.616     | Shane Buchwald             | Shane Buchwald             | Vereinigte Staaten     | Vereinigte Staaten     | 0.177.985        |
| 25 | 001.000       | Pot-Limit Omaha                                               | 13. Juni 2017 | 01.058     | Tyler Groth                | Tyler Groth                | Vereinigte Staaten     | Vereinigte Staaten     | 0.179.126        |
| 26 | 010.000       | Razz Championship                                             | 13. Juni 2017 | 00.097     | James Obst                 | James Obst                 | Australien             | Australien             | 0.265.138        |
| 27 | 003.000       | No-Limit Hold’em 6-Handed                                     | 14. Juni 2017 | 00.959     | Chris Moorman              | Chris Moorman              | Vereinigtes Konigreich | Vereinigtes Konigreich | 0.498.682        |
| 28 | 001.500       | Limit 2-7 Lowball Triple Draw                                 | 14. Juni 2017 | 00.326     | Brian Brubaker             | Brian Brubaker             | Vereinigte Staaten     | Vereinigte Staaten     | 0.109.967        |
| 29 | 002.500       | No-Limit Hold’em                                              | 15. Juni 2017 | 01.086     | Gaurav Raina               | Gaurav Raina               | Vereinigte Staaten     | Vereinigte Staaten     | 0.456.822        |
| 30 | 010.000       | H.O.R.S.E. Championship                                       | 15. Juni 2017 | 00.150     | David Bach (3)             | David Bach (3)             | Vereinigte Staaten     | Vereinigte Staaten     | 0.383.208        |
| 31 | 001.000       | Seniors No-Limit Hold’em Championship                         | 16. Juni 2017 | 05.389     | Frank Maggio               | Frank Maggio               | Vereinigte Staaten     | Vereinigte Staaten     | 0.617.303        |
| 32 | 001.500       | Omaha Hi-Lo 8 or Better Mix                                   | 16. Juni 2017 | 00.688     | Wladimir Schtschemelew (2) | Wladimir Schtschemelew (2) | Russland               | Russland               | 0.194.323        |
| 33 | 001.500       | No-Limit Hold’em                                              | 17. Juni 2017 | 01.698     | Christopher Frank          | Christopher Frank          | Deutschland            | Deutschland            | 0.384.833        |
| 34 | 010.000       | Limit 2-7 Lowball Triple Draw Championship                    | 17. Juni 2017 | 00.080     | Ben Yu (2)                 | Ben Yu (2)                 | Vereinigte Staaten     | Vereinigte Staaten     | 0.232.738        |
| 35 | 001.000       | Super Seniors No-Limit Hold’em                                | 18. Juni 2017 | 01.720     | James Moore (2)            | James Moore (2)            | Vereinigte Staaten     | Vereinigte Staaten     | 0.259.230        |
| 36 | 005.000       | No-Limit Hold’em 6-Handed                                     | 18. Juni 2017 | 00.574     | Nadar Kachmasow            | Nadar Kachmasow            | Russland               | Russland               | 0.617.248        |
| 37 | 001.000       | No-Limit Hold’em                                              | 19. Juni 2017 | 02.020     | Thomas Reynolds            | Thomas Reynolds            | Vereinigte Staaten     | Vereinigte Staaten     | 0.292.880        |
| 38 | 010.000       | Limit Hold’em Championship                                    | 19. Juni 2017 | 00.120     | Joe McKeehen (2)           | Joe McKeehen (2)           | Vereinigte Staaten     | Vereinigte Staaten     | 0.311.817        |
| 39 | 001.000       | No-Limit Hold’em Super Turbo Bounty                           | 20. Juni 2017 | 01.868     | Rifat Palevic              | Rifat Palevic              | Schweden               | Schweden               | 0.183.903        |
| 40 | 001.500       | Seven Card Stud Hi-Lo 8 or Better                             | 20. Juni 2017 | 00.595     | Ernest Bohn                | Ernest Bohn                | Vereinigte Staaten     | Vereinigte Staaten     | 0.173.228        |
| 41 | 001.500       | Pot-Limit Omaha                                               | 21. Juni 2017 | 00.870     | Loren Klein (2)            | Loren Klein (2)            | Vereinigte Staaten     | Vereinigte Staaten     | 0.231.483        |
| 42 | 010.000       | No-Limit Hold’em 6-Handed Championship                        | 21. Juni 2017 | 00.332     | Dmitri Jurassow            | Dmitri Jurassow            | Russland               | Russland               | 0.775.923        |
| 43 | 001.500       | No-Limit Hold’em Shootout                                     | 22. Juni 2017 | 01.025     | Ben Maya                   | Ben Maya                   | Israel                 | Israel                 | 0.257.764        |
| 44 | 003.000       | H.O.R.S.E.                                                    | 22. Juni 2017 | 00.399     | Matthew Schreiber          | Matthew Schreiber          | Vereinigte Staaten     | Vereinigte Staaten     | 0.256.226        |
| 45 | 005.000       | No-Limit Hold’em (30 minute levels)                           | 23. Juni 2017 | 00.505     | Christopher Brammer        | Christopher Brammer        | Vereinigtes Konigreich | Vereinigtes Konigreich | 0.527.555        |
| 46 | 001.500       | Pot-Limit Omaha Hi-Lo 8 or Better                             | 23. Juni 2017 | 00.830     | Nathan Gamble              | Nathan Gamble              | Vereinigte Staaten     | Vereinigte Staaten     | 0.223.339        |
| 47 | 001.500       | No-Limit Hold’em Monster Stack                                | 24. Juni 2017 | 06.716     | Brian Yoon (3)             | Brian Yoon (3)             | Vereinigte Staaten     | Vereinigte Staaten     | 1.094.349        |
| 48 | 010.000       | Seven Card Stud Hi-Lo 8 or Better Championship                | 24. Juni 2017 | 00.125     | Christopher Vitch (2)      | Christopher Vitch (2)      | Vereinigte Staaten     | Vereinigte Staaten     | 0.320.103        |
| 49 | 003.000       | Pot-Limit Omaha 6-Handed                                      | 25. Juni 2017 | 00.630     | Luis Calvo                 | Luis Calvo                 | Vereinigte Staaten     | Vereinigte Staaten     | 0.362.185        |
| 50 | 001.500       | No-Limit Hold’em Bounty                                       | 26. Juni 2017 | 01.927     | Chris Bolek                | Chris Bolek                | Vereinigte Staaten     | Vereinigte Staaten     | 0.266.646        |
| 51 | 010.000       | Pot-Limit Omaha Hi-Lo 8 or Better Championship                | 26. Juni 2017 | 00.207     | Bryce Yockey               | Bryce Yockey               | Vereinigte Staaten     | Vereinigte Staaten     | 0.511.147        |
| 52 | 001.500       | No-Limit Hold’em                                              | 27. Juni 2017 | 01.580     | Mohsin Charania            | Mohsin Charania            | Vereinigte Staaten     | Vereinigte Staaten     | 0.364.438        |
| 53 | 003.000       | Limit Hold’em 6-Handed                                        | 27. Juni 2017 | 00.256     | Max Silver                 | Max Silver                 | Irland                 | Irland                 | 0.172.645        |
| 54 | 010.000       | Pot-Limit Omaha 8-Handed Championship                         | 28. Juni 2017 | 00.428     | Tommy Le                   | Tommy Le                   | Vereinigte Staaten     | Vereinigte Staaten     | 0.938.732        |
| 55 | 001.500       | Seven Card Stud                                               | 28. Juni 2017 | 00.298     | Tom Koral                  | Tom Koral                  | Vereinigte Staaten     | Vereinigte Staaten     | 0.096.907        |
| 56 | 005.000       | No-Limit Hold’em                                              | 29. Juni 2017 | 00.623     | Andrés Korn                | Andrés Korn                | Argentinien            | Argentinien            | 0.618.285        |
| 57 | 002.500       | Omaha Hi-Lo 8 or Better/Seven Card Stud Hi-Lo 8 or Better Mix | 29. Juni 2017 | 00.405     | Smith Sirisakorn           | Smith Sirisakorn           | Vereinigte Staaten     | Vereinigte Staaten     | 0.215.902        |
| 58 | 001.500       | No-Limit Hold’em                                              | 30. Juni 2017 | 01.763     | Artur Rudziankov           | Artur Rudziankov           | Tschechien             | Tschechien             | 0.395.918        |
| 59 | 002.500       | Big Bet Mix                                                   | 30. Juni 2017 | 00.197     | Jens Lakemeier             | Jens Lakemeier             | Deutschland            | Deutschland            | 0.112.232        |
| 60 | 000.888       | Crazy Eights No-Limit Hold’em 8-Handed                        | 1. Juli 2017  | 08.120     | Alexandru Papazian         | Alexandru Papazian         | Rumänien               | Rumänien               | 0.888.888        |
| 61 | 003.333       | WSOP.com Online No-Limit Hold’em High Roller                  | 1. Juli 2017  | 00.424     | Thomas Cannuli             | Thomas Cannuli             | Vereinigte Staaten     | Vereinigte Staaten     | 0.322.815        |
| 62 | 050.000       | The Poker Player’s Championship (6-Handed)                    | 2. Juli 2017  | 00.100     | Elior Sion                 | Elior Sion                 | Vereinigtes Konigreich | Vereinigtes Konigreich | 1.395.767        |
| 63 | 001.000       | No-Limit Hold’em                                              | 3. Juli 2017  | 01.750     | Rulah Divine               | Rulah Divine               | Vereinigte Staaten     | Vereinigte Staaten     | 0.262.501        |
| 64 | 001.500       | No-Limit Hold’em/Pot-Limit Omaha 8-Handed Mix                 | 3. Juli 2017  | 01.058     | Sebastian Langrock         | Sebastian Langrock         | Deutschland            | Deutschland            | 0.268.555        |
| 65 | 001.000       | No-Limit Hold’em (30 minute levels)                           | 4. Juli 2017  | 01.413     | Shai Zurr                  | Shai Zurr                  | Israel                 | Israel                 | 0.223.241        |
| 66 | 001.500       | No-Limit Hold’em                                              | 5. Juli 2017  | 01.956     | Chris Klodnicki            | Chris Klodnicki            | Vereinigte Staaten     | Vereinigte Staaten     | 0.428.423        |
| 67 | 025.000       | Pot-Limit Omaha 8-Handed High Roller                          | 5. Juli 2017  | 00.205     | James Calderaro            | James Calderaro            | Vereinigte Staaten     | Vereinigte Staaten     | 1.289.074        |
| 68 | 003.000       | No-Limit Hold’em                                              | 6. Juli 2017  | 01.349     | Harrison Gimbel            | Harrison Gimbel            | Vereinigte Staaten     | Vereinigte Staaten     | 0.645.922        |
| 69 | 001.500       | Razz                                                          | 6. Juli 2017  | 00.419     | Jason Gola                 | Jason Gola                 | Vereinigte Staaten     | Vereinigte Staaten     | 0.132.957        |
| 70 | 001.000       | Ladies No-Limit Hold’em Championship                          | 7. Juli 2017  | 00.718     | Heidi May                  | Heidi May                  | Australien             | Australien             | 0.135.098        |
| 71 | 001.000       | WSOP.com Online No-Limit Hold’em Championship                 | 7. Juli 2017  | 01.312     | Nipun Java (2)             | Nipun Java (2)             | Indien                 | Indien                 | 0.237.688        |
| 72 | 010.000       | Seven Card Stud Championship                                  | 7. Juli 2017  | 00.088     | Mike Wattel (2)            | Mike Wattel (2)            | Vereinigte Staaten     | Vereinigte Staaten     | 0.245.451        |
| 73 | 010.000       | No-Limit Hold’em Main Event – World Championship              | 8. Juli 2017  | 07.221     | Scott Blumstein            | Scott Blumstein            | Vereinigte Staaten     | Vereinigte Staaten     | 8.150.000        |
| 74 | 001.111       | The Little One for One Drop No-Limit Hold’em                  | 11. Juli 2017 | 04.391     | Adrian Moreno              | Adrian Moreno              | Vereinigte Staaten     | Vereinigte Staaten     | 0.528.316        |

### Main Event

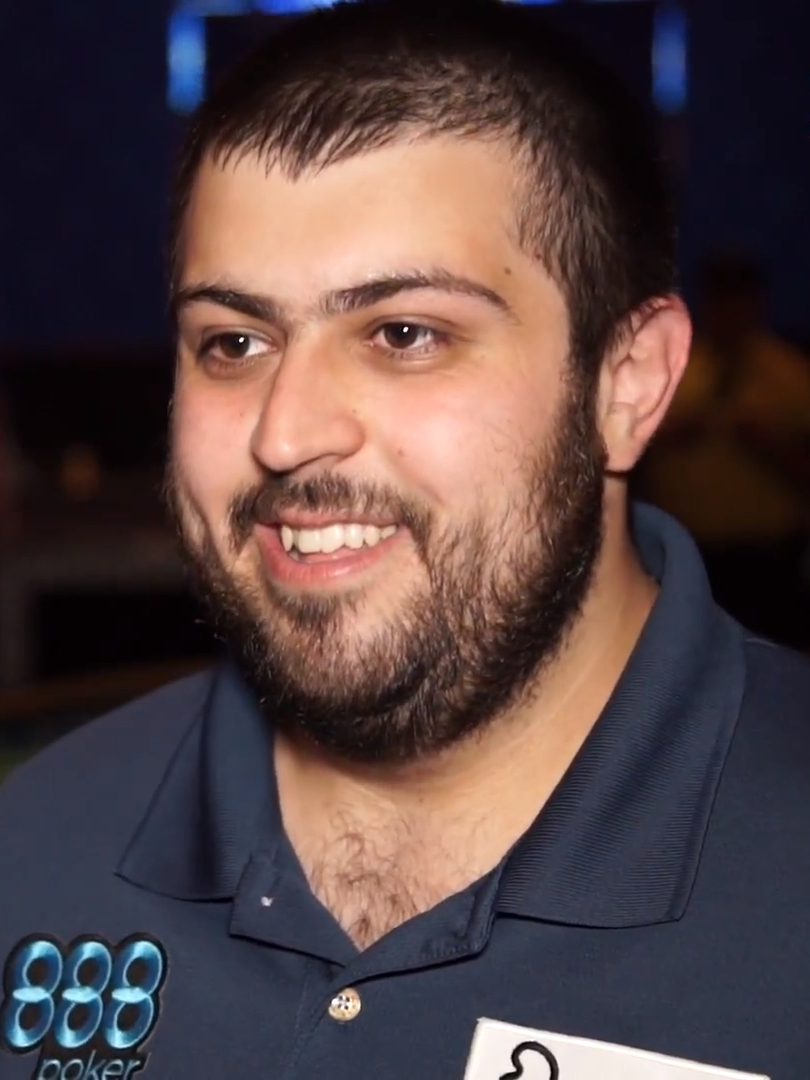
Scott Blumstein (2017)

Der Finaltisch wurde vom 20. bis 22. Juli 2017 gespielt. In der finalen Hand gewann Blumstein mit A♥ 2♦ gegen Ott mit A♦ 8♦.
| Platz | Herkunft               | Spieler         | Alter * | Preisgeld (in $) |
| ----- | ---------------------- | --------------- | ------- | ---------------- |
| 1     | Vereinigte Staaten     | Scott Blumstein | 25      | 8.150.000        |
| 2     | Vereinigte Staaten     | Daniel Ott      | 26      | 4.700.000        |
| 3     | Frankreich             | Benjamin Pollak | 33      | 3.500.000        |
| 4     | Vereinigtes Konigreich | John Hesp       | 64      | 2.600.000        |
| 5     | Frankreich             | Antoine Saout   | 33      | 2.000.000        |
| 6     | Vereinigte Staaten     | Bryan Piccioli  | 28      | 1.675.000        |
| 7     | Argentinien            | Damian Salas    | 42      | 1.425.000        |
| 8     | Vereinigtes Konigreich | Jack Sinclair   | 26      | 1.200.000        |
| 9     | Vereinigte Staaten     | Ben Lamb        | 32      | 1.000.000        |

## Expansion
Vom 19. Oktober bis 10. November 2017 wurde im King’s Casino im tschechischen Rozvadov bei der World Series of Poker Europe 2017 elf Bracelets ausgespielt.

## Player of the Year

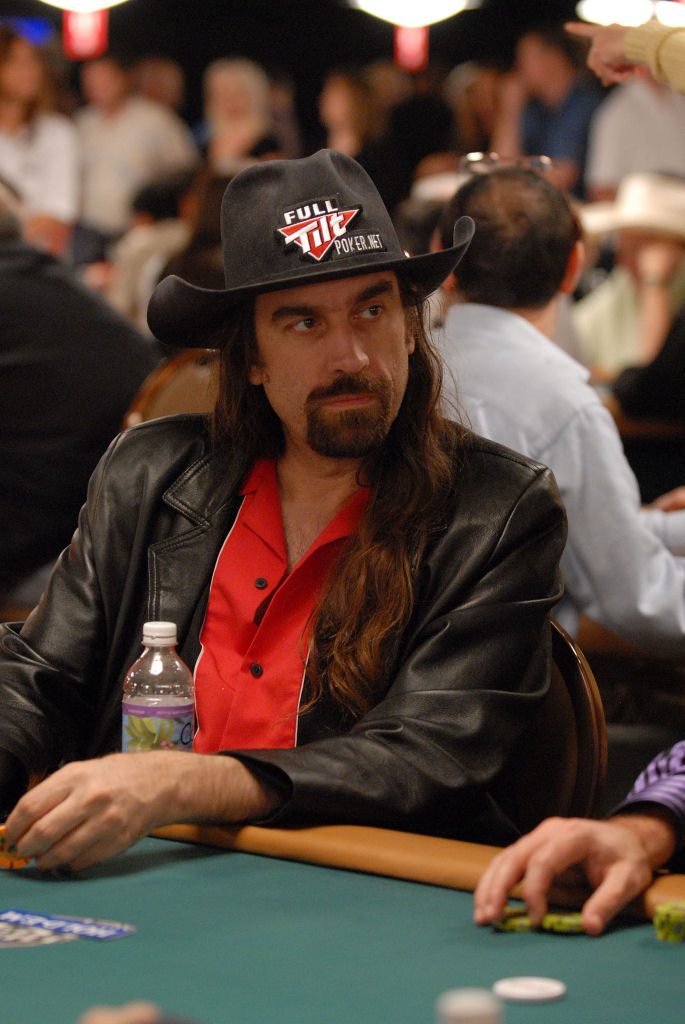
Chris Ferguson (2007)

Die Auszeichnung als Player of the Year erhielt der Spieler, der über alle Turniere hinweg die meisten Punkte sammelte. Von der Wertung waren nicht für alle Spieler zugängliche Turniere ausgenommen. Das Ranking beinhaltete auch die Turniere der World Series of Poker Europe. Sieger Chris Ferguson gewann ein Bracelet und erreichte insgesamt vier Finaltische und 23-mal die Geldränge.
| Platz | Herkunft           | Spieler          | Punkte  |
| ----- | ------------------ | ---------------- | ------- |
| 1     | Vereinigte Staaten | Chris Ferguson   | 1178,53 |
| 2     | Vereinigte Staaten | John Racener     | 1042,04 |
| 3     | Vereinigte Staaten | Ryan Hughes      | 0994,35 |
| 4     | Kanada             | Mike Leah        | 0910,01 |
| 5     | Vereinigte Staaten | John Monnette    | 0865,21 |
| 6     | Belgien            | Kenny Hallaert   | 0838,35 |
| 7     | Vereinigte Staaten | Alex Foxen       | 0833,45 |
| 8     | Italien            | Dario Sammartino | 0775,89 |
| 9     | Vereinigte Staaten | Raymond Henson   | 0768,49 |
| 10    | Vereinigte Staaten | Ben Yu           | 0766,49 |